# 丹尼爾·普爾維斯
丹尼爾·普爾維斯（英語：Daniel Purvis；1990年11月13日—）是一位英國競技體操運動員。在2012年奧運會上，他作為英國隊的一員為英國奪得體操男團項目的銅牌。他也參加了2016年奧運會。